# Саблин, Леонид Иванович
Леони́д Ива́нович Са́блин (8 марта 1949, Нарьян-Мар — 30 сентября 2012, Нарьян-Мар) — российский государственный и политический деятель, депутат Совета Федерации России от Ненецкого автономного округа, с 2005 по 2008 год — мэр Нарьян-Мара.

## Биография
Родился в Нарьян-Маре 8 марта 1949 года. Отец — Иван Петрович Саблин, мать — Зинаида Ивановна Саблина.
В 1971 году окончил Калининградский технический институт рыбной промышленности и хозяйства по специальности «технолог». На Печорском рыбокомбинате в Нарьян-Маре работал мастером, старшим мастером, главным инженером. В 26 лет стал директором рыбокомбината, где в то время работало более 600 человек. В 1982 году стал заместителем председателя Ненецкого окрисполкома. Окончил Ленинградскую высшую партийную школу по специальности «государственное управление».

### Политическая деятельность
В 1985 году возглавил Ненецкий окрисполком, стал председателем окружного Совета народных депутатов. 12 декабря 1993 года, вместе с Юрием Комаровским, был избран по Ненецкому двухмандатному избирательному округу № 83 депутатом Совета Федерации РФ. Был членом Комитета по бюджету, финансовому, валютному и кредитному регулированию, денежной эмиссии, налоговой политике и таможенному регулированию, также входил в состав оппозиционного депутатского объединения «Конструктивное сотрудничество».
С 1994 по 2005 год — депутат Собрания депутатов Ненецкого автономного округа, два созыва избирался заместителем председателя Собрания.
В 2005 году избран главой администрации города Нарьян-Мара (лидер местной КПРФ набрал 50,4% голосов избирателей). 4 марта 2008 года ушёл в отставку по собственному желанию.
Публикации в прессе связывали отставку с результатами голосования на президентских выборах в Нарьян-Маре (низкий процент голосов за Дмитрия Медведева на выборах президента в городе (около 50 %). На новых выборах мэра Нарьян-Мара старший брат Саблина вынужден был снять свою кандидатуру, а против оставшейся кандидатом в мэры заместительницы Саблина члена КПРФ Татьяны Фёдоровой возбуждено уголовное дело, а СМИ писали, что «даже осторожный Леонид Саблин и тот умудрился „вляпаться“ в уголовное дело» (хотя официально о существовании уголовного дела против Саблина никто никогда не заявлял).
В 2009 году избран депутатом Собрания депутатов Ненецкого автономного округа, председатель постоянной комиссии по вопросам государственного устройства и местного самоуправления, руководитель фракции КПРФ. Он был единственным депутатом окружного Собрания, избиравшимся в законодательный орган Ненецкого автономного округа все пять созывов. В марте 2012 года избран заместителем председателя Собрания депутатов Ненецкого автономного округа.
Скоропостижно скончался 30 сентября 2012 года в Нарьян-Маре. Соболезнования в связи с кончиной Саблина выразили Председатель ЦК КПРФ, руководитель фракции КПРФ в Государственной Думе Геннадий Зюганов и Председатель Совета Федерации Федерального Собрания Российской Федерации Валентина Матвиенко.

## Память
На фасаде дома №42 по улице 60 лет Октября в Нарьян-Маре установлена мемориальная доска, увековечивающая память Леонида Ивановича Саблина.
Именем Леонида Саблина названа улица в Нарьян-Маре.

## Семья
- Жена — Серафима Васильевна[10].
  - Три дочери: Ольга, Ирина, Мария.
    - Семь внуков[10].
- Брат — Александр Иванович Саблин[11] — член ЦК КПРФ.
- Двоюродный брат — Валерий Михайлович Саблин (1939—1976)[10] (Михаил Петрович Саблин[12] и Иван Петрович Саблин[11] — родные братья), офицер Балтийского флота, капитан 3-го ранга, поднявший 9 ноября 1975 года восстание на большом противолодочном корабле «Сторожевой».